# Kościół św. Józefa Oblubieńca Najświętszej Maryi Panny w Porębie
Kościół Zesłania Ducha Świętego w Porębie – rzymskokatolicki kościół parafialny należący do dekanatu Zawiercie – Świętych Piotra i Pawła.

## Historia
Świątynia została wzniesiona w stylu neogotyckim dzięki staraniom księdza Franciszka Pędzicha, wikariusza z Ciągowic i parafian. Budowa kościoła została rozpoczęta w 1901 roku w dzień Zielonych Świąt, a pierwsza msza została w nim odprawiona już w dniu 4 grudnia tego samego roku. Świątynia została poświęcona rytem zwykłym w dniu ustanowienia samodzielnej parafii, tj. 13 marca 1908 roku, natomiast uroczystym (konsekrowana) w dniu 9 czerwca 1957 roku przez biskupa Zdzisława Golińskiego. Od tego czasu kościół był wyposażany w konieczne sprzęty służące do sprawowania Liturgii oraz na bieżąco upiększany (jego wystrój został zmieniony po 1966 roku), następnie poddawany remontom. W ostatnim dziesięcioleciu do ważniejszych prac wykonanych w kościele należą m.in.: odmalowanie wnętrza, wymiana pięciu drzwi, kupienie nowych ławek.

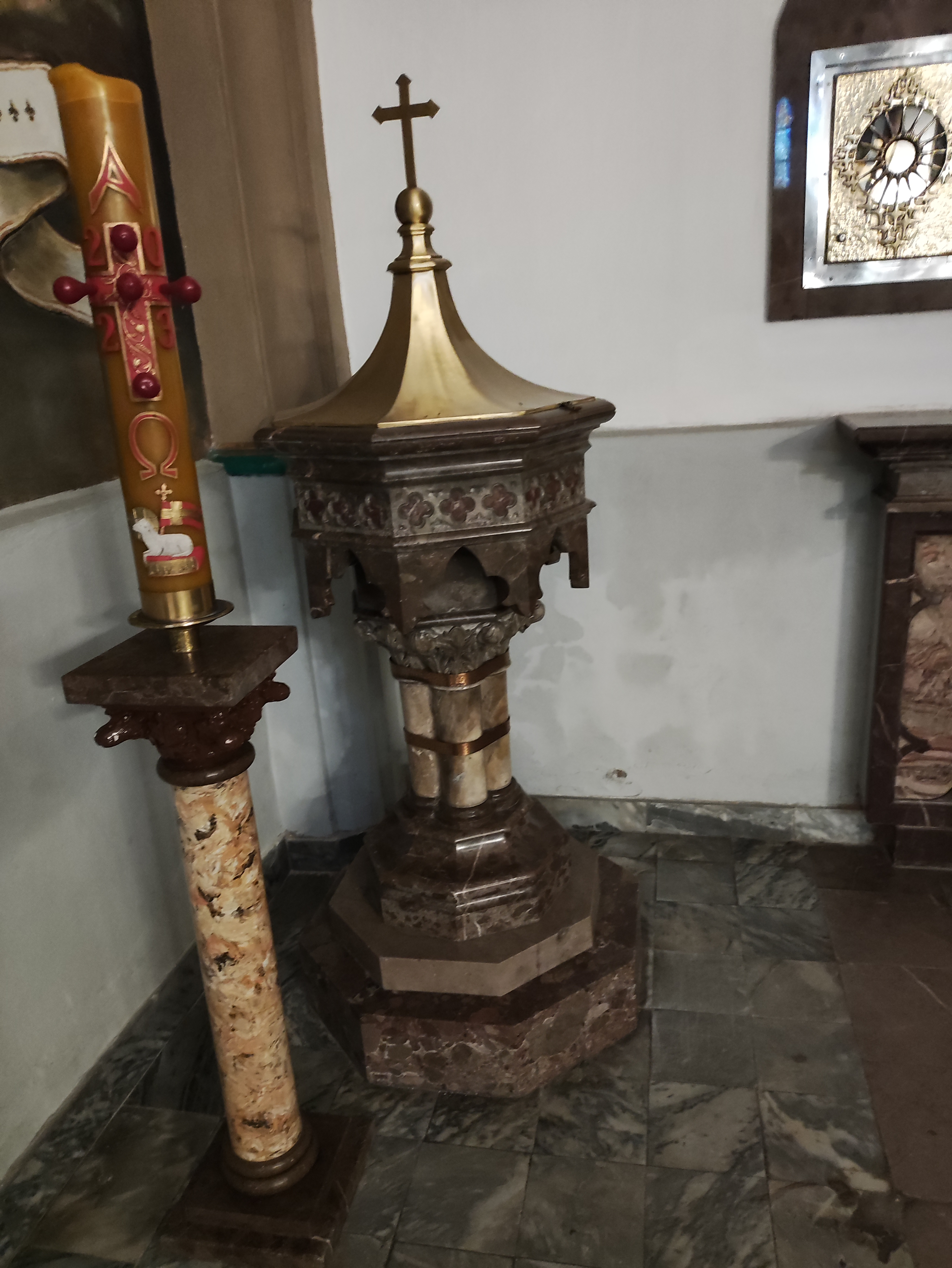
chrzcielnica z początku XX w.
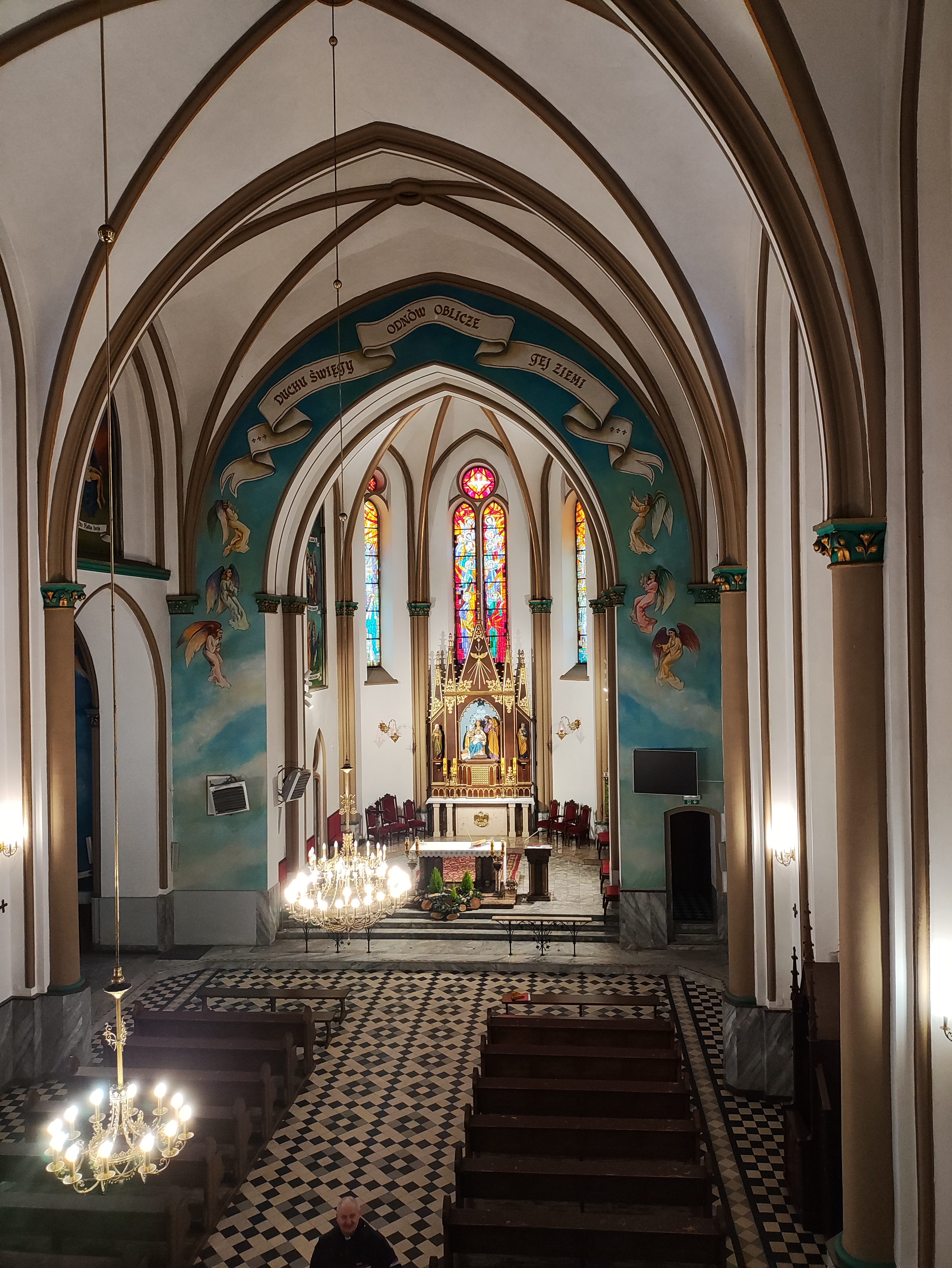
wnętrze kościoła
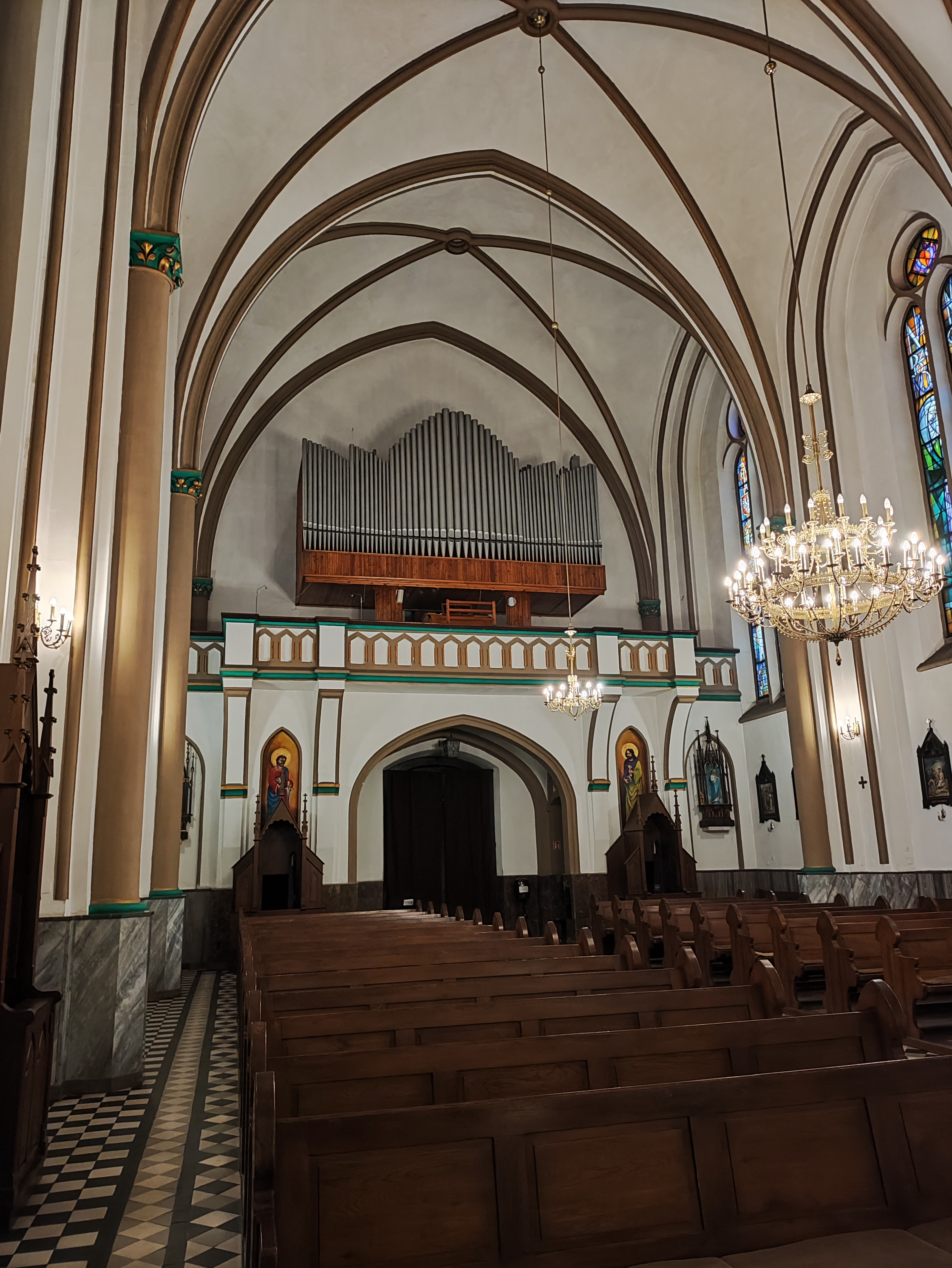
empora z chórem i organami
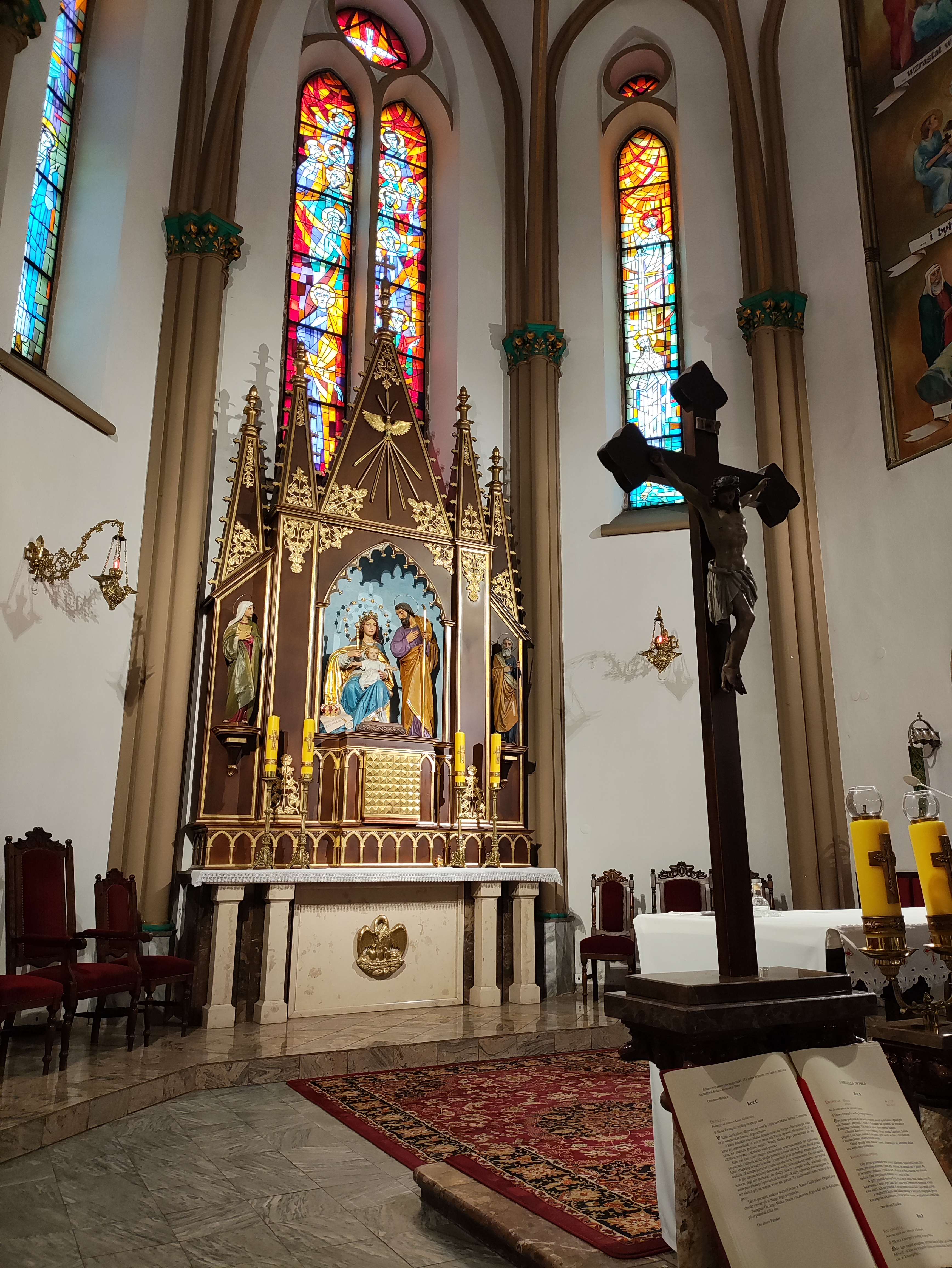
ołtarz główny
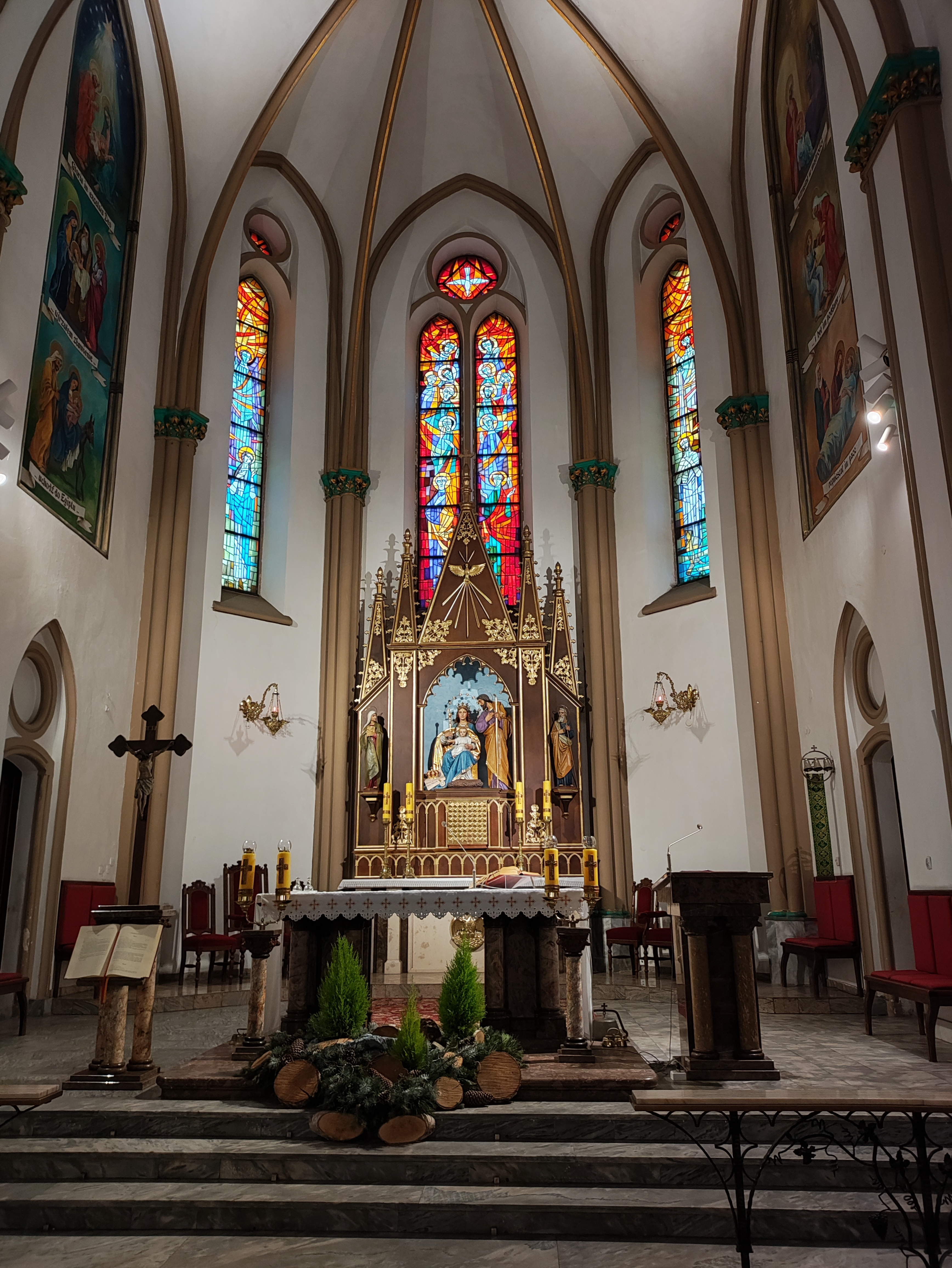
ołtarz główny
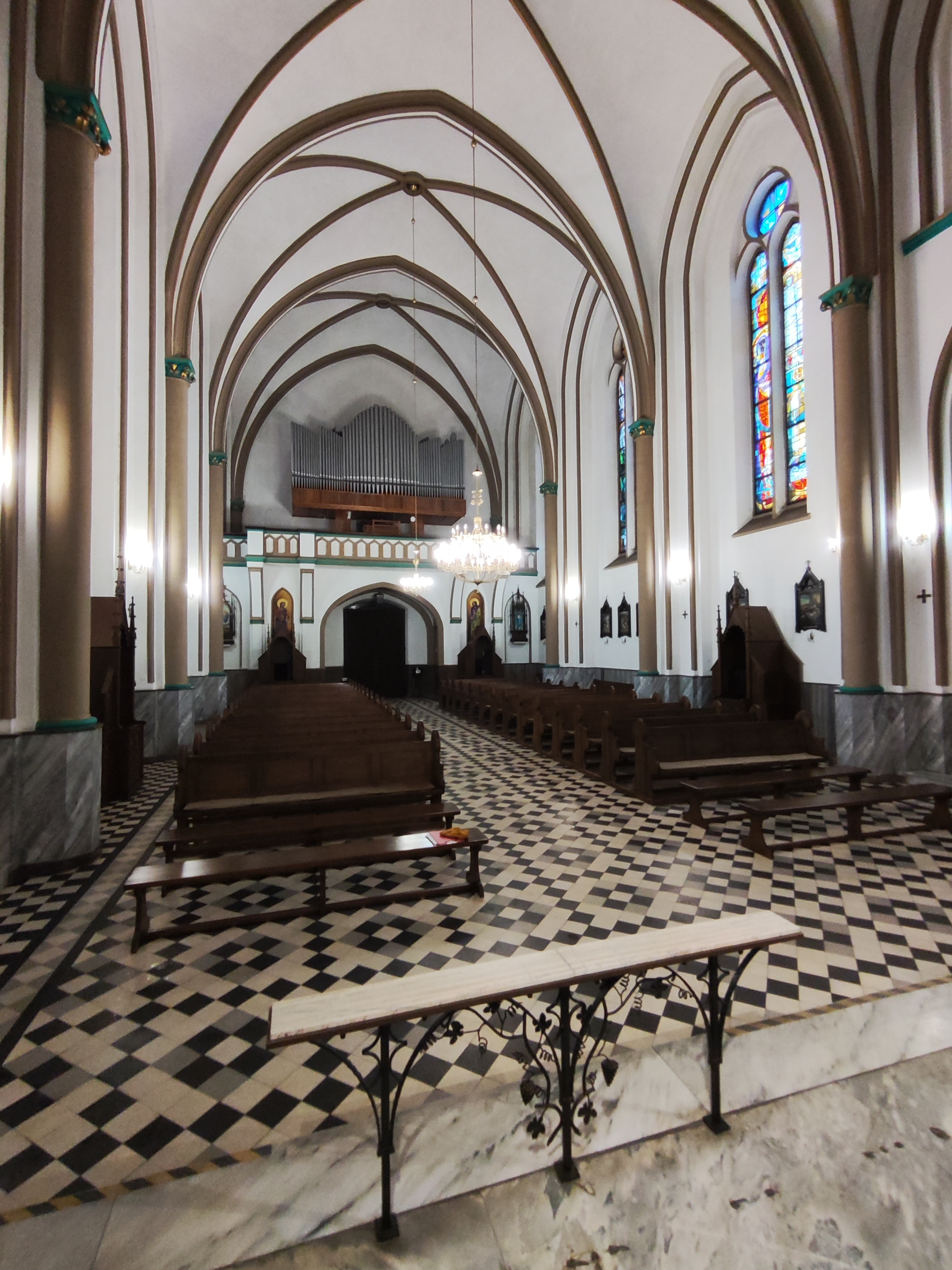
wnętrze kościoła